# FoU Skola
FoU Skola är en svensk regional samverkansorganisation mellan drygt trettio kommuner för en skola på vetenskaplig grund. 
FoU Skola har skapats inom Kommunförbundet Skåne (KFSK) år 2011. Syftet är att utveckla samverkan inom FoU mellan kommuner och lärosäten och att bidra till att skapa förutsättningar för professionsutveckling på vetenskaplig grund.  I FoU Skola ingår i dagsläget Skånes 33 kommuner samt Sölvesborg. Organisationen har ett omfattande samarbete med universitet och högskolor.
FoU Skola arrangerar årligen Lärarnas skolutvecklingskonferens, håller utbildningar och seminarier, skapar regionala utvecklingsgrupper och nätverk och ger ut skriftserien Forskning i korthet.
FoU Skola tillkom med anledning av den nya skollagen (2010:800) som till skillnad från tidigare skollagar föreskriver att undervisningen ska vila på vetenskaplig grund. FoU Skola var det första initiativet i sitt slag i Sverige och kom att bli förebild för andra delar av landet, t ex Jönköpings och Västerbottens län.